# Siniša Triva
Siniša Triva (Šibenik, 10. studenog 1919. – Zagreb, 5. prosinca 2004.) je bio istaknuti hrvatski pravnik, redoviti profesor u miru, professor emeritus, prodekan i dekan Pravnog fakulteta Sveučilišta u Zagrebu, redoviti član Hrvatske akademije znanosti i umjetnosti. Počasni član Društva hrvatskih sudaca. Postumno je dobitnik Zlatne kune Hrvatske gospodarske komore kao nagradu za životno djelo za doprinos razvitku hrvatskog gospodarstva na području arbitražne prakse. Njegovo glavno djelo Građansko parnično procesno pravo osiguralo mu je autoritet vodećeg hrvatskog civilnog procesualiste.

## Životopis
Siniša Triva rodio se 10. studenog 1919. u Šibeniku. Maturirao je 1938. na gimnaziji u Šibeniku. Pravo je studirao u Beogradu od 1938. do 1941. i u Zagrebu od 1945. do 1947. godine. Doktorat pravnih znanosti stekao je 1956. na Sveučilištu u Zagrebu. Naslovni docent postao je 1958. Na postdiplomskom studiju u Strasbourgu obranio je 1959. diplomsku radnju. Godine 1961. bio je na studijskom boravku na Sveučilištu Harvard u Bostonu.
Radio je u pravosudnim tijelima kao tajnik suda, referent u Ministarstvu pravosudja NRH i sudac. Od 1953. pa do umirovljenja koncem 1990. radio je na Katedri za građansko procesno pravo Pravnog fakulteta u Zagrebu, kao asistent (1953.), docent (1959.), izvanredni profesor (1961.) i redovni profesor (1965.). Predstojnik Katedre bio je od 1959. do 1991. Školske godine 1966/67. bio je prodekan, a 1967/68. i 1968/69. dekan Pravnog fakulteta u Zagrebu.
Godine 1980. izabran je za člana suradnika razreda za društvene znanosti JAZU; od 1990. izvanredni je član JAZU, a od 1991. redoviti član HAZU. Uz akademika Eugena Pusića bio je koordinator Radne grupe Razreda za društvene znanosti HAZU za izradu Rječnika hrvatskog pravnog i upravnog nazivlja.
Triva djelovao je kao mentor u stjecanju naslova magistra i doktora pravnih znanosti do kraja 1990. niza istaknutih suvremenih civilnih procesualista, medju njima su i svi nastavnici gradjanskog procesnog prava na pravnim fakultetima u Zagrebu, Splitu, Rijeci, Osijeku i Ljubljani.
Građansko parnično procesno pravo, sistemsko djelo zasnovano na izučavanju suvremene sudske prakse, osiguralo mu je autoritet vodećeg civilnog procesualiste. Za peto izdanje dobio je 1985. republičku nagradu Sabora Republike Hrvatske Božidar Adžija za istaknuto znanstveno djelo.
Triva je koordinirao rad savezne stručne komisije za izradu novog, drugog Zakona o parničnom postupku iz 1976. godine. Bio je tijekom deset godina član stručne komisije Jadranskog instituta JAZU za izradu nacrta Zakona o pomorskoj i unutrašnjoj plovidbi iz 1977. godine. U njegovoj redakciji, i uz njegov autorski doprinos, objavljen je 1981. veliki komentar tog zakona.
Uz suradnju članova Katedre Belajca i Dike, Triva je napisao knjigu Sudsko izvršno pravo, teoretsku kritičku obradu sustava novog sudskog izvršnog prava uvedenog Zakonom o izvršnom postupku iz 1978. godine.
Angažiranost u izučavanju arbitražnog prava kulminirala je pisanjem, u suradnji s profesorom Aleksandarom Goldštajnom, knjige Međunarodna trgovačka arbitraža, koja je, pored zapaženih inozemnih prikaza i recenzija, dobila i nagradu Službenog lista SFRJ za najbolje djelo iz oblasti pravnih nauka objavljeno 1987. godine.
Triva bio je glavni urednik Pravne enciklopedije, isprva Pravnog fakulteta, a od 1988. Leksikografskog zavoda Miroslav Krleža u Zagrebu. U povodu savjetovanja održanog 1989. u Opatiji, Društvo za građanskopravne znanosti i praksu Hrvatske posvetilo mu je svoj Zbornik radova za njegov izuzetan doprinos znanosti građanskog procesnog prava.
Društvo hrvatskih sudaca izabralo ga je 1992. za svog počasnog člana. Triva je bio povremeni sudac Visokog trgovačkog suda. Intenzivna je bila i njegova suradnja s Vrhovnim sudom Republike Hrvatske. Od 1961. bio je arbitar Vanjskotrgovinske arbitraže pri Privrednoj komori Jugoslavije. Od osnivanja arbitražnog sudišta u Hrvatskoj 1966. godine predsjednik je Stalnog arbitražnog sudišta pri Hrvatskoj gospodarskoj komori. Djelovao je i kao arbitar-predsjednik arbitražnog vijeća Međunarodnog arbitražnog sudišta Međunarodne trgovačke komore u Parizu.
Senat Sveučilišta u Zagrebu donio je 2000. godine odluku kojom se Trivi dodjeljuje počasno zvanje i titula professor emeritus. Hrvatska gospodarska komora 2005. godine dodijelila mu je postumno Zlatnu kunu kao nagradu za životno djelo za doprinos razvitku hrvatskog gospodarstva na području arbitražne prakse, te kao utemeljitelju modernog arbitražnog sudišta u Hrvatskoj.

## Radovi
- Triva, Dika: Građansko parnično procesno pravo - VII. izmijenjeno i dopunjeno izdanje, Zagreb, 2004.
- Triva: Rječnik građanskog procesnog prava, Zagreb, 1968.
- Triva: Sudsko izvršno pravo - Opći dio, Zagreb 1980.
- Goldštajn, Triva: Međunarodna trgovačka arbitraža, Zagreb, 1987.
- Uzelac, Triva: Hrvatsko arbitražno pravo, Zagreb, 2007.

## Vanjske poveznice
- Biografija na stranicama HAZU